# Varanger-félsziget
A Varanger-félsziget félsziget Norvégia északi Finnmark megyéjében, a Barents-tengernél.
A félszigetről kapta nevét a korábban egyetlen geológiai eseménynek tartott, kriogén időszaki varanger-eljegesedés (ma már két eseményt különböztetnek meg: a sturti eljegesedést és a marinói eljegesedést).
A félsziget jó része, beleértve a tőle keletre, egy szigeten fekvő Vardøt, tundra, a déli részében azonban – ahol Vadsø város is fekszik – elég magas ahhoz a nyári hőmérséklet, hogy nyírfaerdőket tartson fenn. 

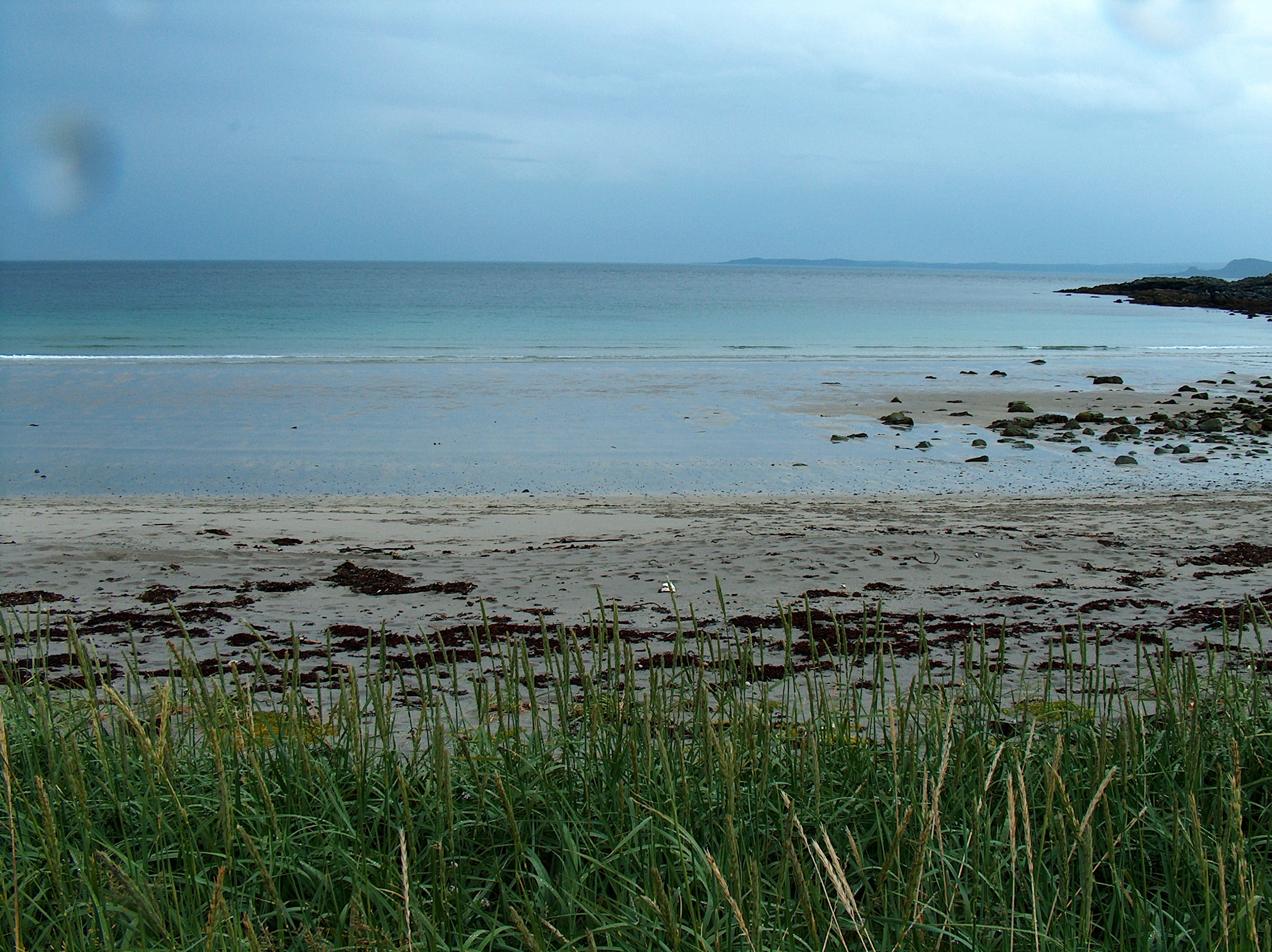
Hamningberg sarkvidéki tengerpartja

A félsziget jelentős részén az élővilág védett és ezt a Varangerhalvøya Nemzeti Park felügyeli. A norvég Természetkezelési Igazgatóság a kritikus mértékben veszélyeztetetté vált sarki róka visszatelepítésével kísérletezik a félszigeten, a nagyobb és erősebb vörös rókát ugyanakkor vadásszák. 
A Varanger-félsziget számos madárfaj otthona, amelyek közül egyesek a telet is itt töltik.

## Külső hivatkozások
- Herman Ottó: Az északi madárhegyek tájáról